# Josef F. Blumrich
Josef Franz Blumrich (Steyr, 13 marzo 1913 – Estes Park, 10 febbraio 2002) è stato un ingegnere austriaco naturalizzato statunitense.
Emigrato negli Stati Uniti, lavorò alla NASA dal 1959 al 1974, ma Blumrich divenne, però, noto al pubblico grazie ad una sua pubblicazione, The Spaceships of Ezekiel (pubblicato in italia con il titolo ...E il cielo si aprì), un libro di archeologia misteriosa legato alla cosiddetta "teoria degli antichi astronauti".

## Biografia
Nacque in un villaggio delle Alpi Tirolesi, all'epoca parte dell'Impero austro-ungarico. Si laureò in Ingegneria Aeronautica e Meccanica nel 1934 alla Ingenieur Schule ("Scuola di Ingegnerial", equivalente al Politecnico o all'IInstitute of Technology statunitense) in Weimar, Germania.
Dal 1934 al 1944, Blumrich venne assunto a capo della sezione aeronautica del dipartimento del Gothaer Waggonfabrik A.G. in Gotha, Germania. Lavorò sul design e alle analisi strutturali di diversi velivoli incluso il Messerschmitt Bf 110.
Successivamente Blumrich prestò servizio nell'Esercito tedesco dal 1944 al 1945,. Catturato dagli Alleati, passò gli ultimi mesi del conflitto, da Aprile a Dicembre 1945, come prigioniero di guerra. 
Dal 1945 al 1951, Blumrich svolse l'incarico di interprete presso il Tribunale dei Crimini di Guerra a Linz, Austria.
Dal 1951 al 1959 egli divenne poi Vice Capo del Dipartimento di Strutture Idrauliche presso la Vereinigte Österreichische Eisen und Stahlwerke, più comunemente conosciuta come Voestalpine AG in Linz, Austria. 
Grazie al fatto che, nonostante la sua appartenenza all'Esercito Tedesco durante il secondo conflitto mondiale, non venne ritenuto filo-nazista, poté emigrare negli Stati Uniti, nel 1959, unendosi agli specialisti del gruppo di Werner Von Braun che seguivano il neonato programma spaziale della NASA. 
Iniziò il suo lavoro presso la NASA all'età di 46 anni presso il Marshall Space Flight Center in Huntsville, Madison County, in Alabama a seguito del progetto relativo al vettore Saturn V. Seguì poi altri programmi spaziali quali Skylab e Space Shuttle. 
Nel 1965 venne naturalizzato cittadino Statunitense e divenne capo del NASA Advanced Structural Development Branch fino al suo ritiro nel 1974 alla età di 60 anni.